# Lukovičav repak
Lukovičav repak (lat. Alopecurus bulbosus), trajnica, pripada rodu repka, porodica travovki. Rasprostranjena je po dijelovima zapadne Europe i  Sredozemlja.
Raste u malim, gustim busenovima na vlažnim zaslanjenim livadama, na hranjivima bogatim ilovasto glinastim tlima. Naraste od 10 do 35 cm. Metlica je duga 2–6 cm, široka 4–5 mm, valjkasta, vrlo gusta.
U Hrvatskoj se vodi kao kritično ugrožena uzrocima uzrokovanih čovjekom.